# Øystein Bråten
Øystein Bråten (* 21. Juli 1995 in Geilo) ist ein norwegischer Freestyle-Skier. Er startet in der Disziplin Slopestyle.

## Werdegang
Bråten hatte seinen ersten internationalen Erfolg bei den Juniorenweltmeisterschaften 2012 in Chiesa in Valmalenco. Dort gewann er die Silbermedaille. Sein erstes Weltcuprennen fuhr er im Januar 2013 in Copper Mountain, welches er auf den 42. Platz beendete. Bei seiner ersten Olympiateilnahme 2014 in Sotschi belegte er den zehnten Rang. Im März 2014 erreichte er in Silvaplana mit dem vierten Platz seine bisher beste Platzierung bei einem Weltcuprennen. Zum Beginn der Saison 2014/15 errang er bei The North Face Freeski Open of New Zealand in Cardrona und bei den Dew Tour Mountain Championships in Breckenridge den zweiten Platz. Im weiteren Saisonverlauf kam er auf den dritten Platz bei den European Freeski Open in Laax und gewann bei den Red Bull PlayStreets in Bad Gastein und beim Total Fight in Grandvalira. Zu Beginn der Saison 2015/16 erreichte er mit dem zweiten Platz in Cardrona seine erste Podestplatzierung im Weltcup. Im Januar 2016 wurde er beim U.S. Grand Prix und FIS-Weltcup in Mammoth Dritter im Slopestyle. Im selben Monat gewann er bei den Winter-X-Games 2016 in Aspen die Bronzemedaille im Slopestyle. Bei den X-Games Oslo 2016 wurde er Fünfter im Big Air. Zum Saisonende errang er beim Weltcup in Silvaplana den dritten Platz im Slopestyle und siegte im Slopestyle bei der SFR Freestyle Tour in La Clusaz. Im Gesamtweltcup belegte er den sechsten und im Slopestyle-Weltcup den zweiten Platz. Nach Platz zwei im Slopestyle bei der Winter Dew Tour in Breckenridge und Platz drei im Big Air beim Weltcup in Mönchengladbach, holte er bei den Winter-X-Games 2017 in Aspen und den X-Games Norway 2017 in Hafjell jeweils die Goldmedaille im Slopestyle. Zudem siegte er im Februar 2017 bei der SFR Tour in La Clusaz im Slopestyle. Bei den Freestyle-Skiing-Weltmeisterschaften 2017 in Sierra Nevada belegte er den 50. Platz im Slopestyle. Die Saison beendete er auf dem neunten Platz im Gesamtweltcup und auf dem dritten Rang im Big Air Weltcup. In der Saison 2017/18 kam er im Weltcup dreimal auf den dritten Platz und einmal in Stubai auf den ersten Platz im Slopestyle und erreichte damit den 18. Platz im Gesamtweltcup und den dritten Rang im Slopestyle-Weltcup. Bei den Winter-X-Games 2018 in Aspen holte er im Big Air und im Slopestyle jeweils die Silbermedaille und bei den X-Games Norway 2018 in Fornebu die Bronzemedaille im Big Air. Im Februar 2018 gewann er bei den Olympischen Winterspielen in Pyeongchang die Goldmedaille im Slopestyle.